# Aigina (Aszóposz leánya)
Aigina (görög Αἴγινα, latinos Aegina) a görög mitológia egy alakja, nimfa, akiről az Attika és Peloponnészosz közt fekvő Aigina (újgörög: Éjina) szigete a nevét kapta. A szigeten állt az Aphaia-templomot („a Láthatatlan Istennő temploma”) melyet később átvett Athéné kultusza; az Aphaia (Ἀφαῖα) név lehet, hogy Aigina egy jelzője.
Bár neve kecskére utal (lásd még Aigisz, Aigeusz, Aigai), a kontinensen Aszóposz folyamisten és Metopé nimfa leányának tekintették. Tizenkét (más források szerint: húsz) leányuk közül Apollón vagy Zeusz többet is elragadott. Pindarosz és Ovidius írásai szerint Zeusz sas formájában Aiginát is elrabolta, és egy Attika közeli szigetre vitte. A sziget neve ekkor még Oinóné, „Bor-sziget” volt, ezután hívták Aiginának. Mindez mitikus inverzió, mivel Aigina a valóságban a sziget nimfája volt, kultusza már jóval a tizenkét olümposzi isten megjelenése előttről kimutatható, cseréptöredékek utalnak a minószi Krétával és a Kükládokkal való kereskedelemre; az Oinóné név nem az eredeti neve.
Aigina apja, Aszóposz üldözőbe vette őket; eljutott Korinthoszba, ahol Sziszüphosz uralkodott. A király, aki látta, amint egy nagy madár egy közeli szigetre hurcol egy lányt, útba igazította Aszóposzt, aki Zeusz nyomába eredt. Zeusz villámaival visszaüldözte saját vizeibe, Sziszüphoszt pedig arra kényszerítette, hogy az Alvilágban egy folyton visszagördülő követ kelljen felgörgetnie egy hegyre. Aigina és Zeusz fia volt Aiakosz, aki a sziget királya lett, őt Zeusz halhatatlanná tette. Ő segített Poszeidónnak és Apollónnak Trója falai építésében. Aiakosz fia volt Péleusz, az ő fia pedig Akhilleusz. Mikor a féltékeny Héra pestist küldött Aigina városára, Aiakosz imádkozott Zeuszhoz, hogy a tölgyfán mászkáló hangyák változzanak emberré és népesítsék be újra királyságát. Így születtek a mürmidónok.
Aigina később Aktór felesége lett, tőle született fia Menoitiosz, aki Opusz királya lett és egyike az argonautáknak. Az ő fia volt Patroklosz, Akhilleusz unokatestvére és barátja.